# Boué-Dupuis-Formel
Die Boué-Dupuis-Formel ist ein mathematisches Resultat aus der stochastischen Analysis. Es handelt sich um eine Variations-Darstellung für das Wiener-Funktional, einer Zufallsvariable von dem Banach-Raum auf dem Norbert Wiener 1923 das heute nach ihm benannte Wiener-Maß konstruiert hat.
Der Satz wurde von Michelle Boué und Paul Dupuis 1998 bewiesen. 2000 wurde das Resultat auf unendlichdimensionale brownsche Bewegungen verallgemeinert, 2009 wurde es von Xicheng Zhang auf abstrakte Wienerräume ausgedehnt.

## Boué-Dupuis-Formel
Sei {\displaystyle C([0,1],\mathbb {R} ^{d})} der klassische Wiener-Raum für {\displaystyle d}-dimensionale brownsche Bewegungen, das heißt der Raum der stetigen Funktionen auf {\displaystyle [0,1]} mit Wiener-Maß. Dann nennt man eine Zufallsvariable {\displaystyle C([0,1])\to \mathbb {R} ^{d}} Wiener-Funktional.

### Aussage
Sei {\displaystyle B} eine {\displaystyle d}-dimensionale Standard-Brownsche-Bewegung. Dann gilt für alle beschränkten und messbaren Funktionen
{\displaystyle f:C([0,1],\mathbb {R} ^{d})\to \mathbb {R} }:
{\displaystyle -\log \mathbb {E} \left[e^{-f(B)}\right]=\inf \limits _{V}\mathbb {E} \left[{\frac {1}{2}}\int _{0}^{1}\|V_{t}\|^{2}\mathrm {d} t+f\left(B+\int _{0}^{\cdot }V_{t}\mathrm {d} t\right)\right],}
wobei das Infimum über alle Prozesse läuft, welche progressiv-messbar bezüglich der von {\displaystyle B} generierten augmentierten Filtration sind, und {\displaystyle \|\cdot \|} die {\displaystyle d}-dimensionale euklidische Norm bezeichnet.